# Puente de las Artes
El Pont des Arts o Passerelle des Arts (en español, Puente de las Artes) es un puente que atraviesa el río Sena en el centro de París, Francia.

## Situación y acceso
Conecta el Quai Malaquais y el Quai Conti a la altura del Instituto de Francia, en el distrito VI, con el Quai François-Mitterrand y el Quai du Louvre a la altura del Cour Carrée del Palacio del Louvre (que se llamaba «Palais des Arts» durante el Primer Imperio), en el distrito I.
El Pont des Arts está inscrito como monumento histórico de Francia desde el 17 de marzo de 1975.
Es servido por la estación de metro Louvre - Rivoli.

## Origen del nombre
Su nombre procede del Palacio del Louvre, que se llamaba «Palais des Arts» durante el Primer Imperio.

## Historia

### El puente peatonal de 1804

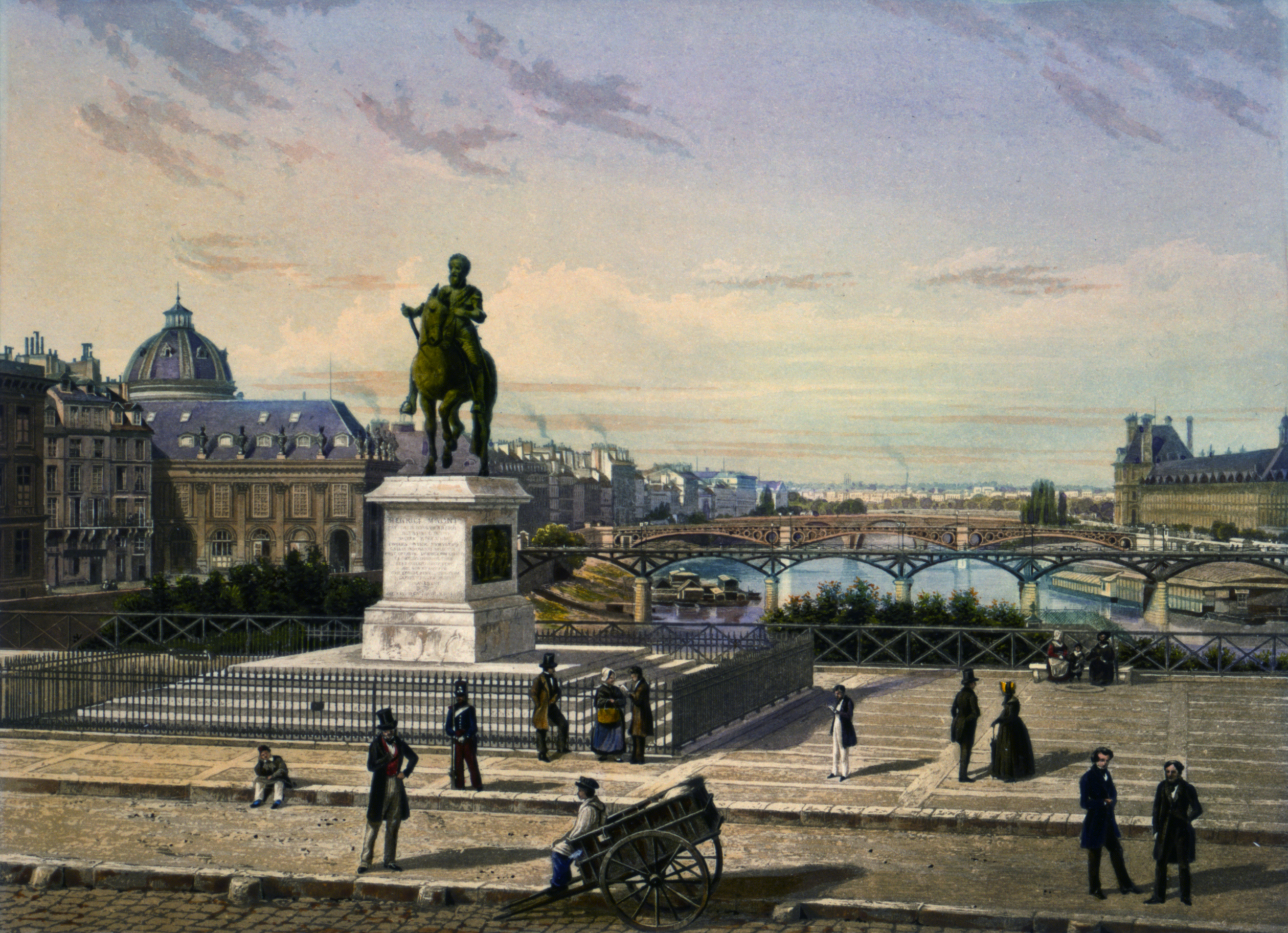
El primer puente peatonal en 1842, en el fondo, visto desde la Place du Pont-Neuf.

Entre 1801 y 1804 se construyó un puente peatonal de nueve arcos de hierro fundido en el emplazamiento del actual Pont des Arts, que fue el primer puente metálico de París. Esta innovación se debió al primer cónsul Napoléon Bonaparte, siguiendo las indicaciones del director de los puentes de París, Jean-Baptiste Launay. Los ingenieros Louis-Alexandre de Cessart y Jacques Vincent de Lacroix Dillon diseñaron esta pasarela para que pareciera un jardín colgante, con arbustos, jardineras y bancos.

### El puente modificado de 1852

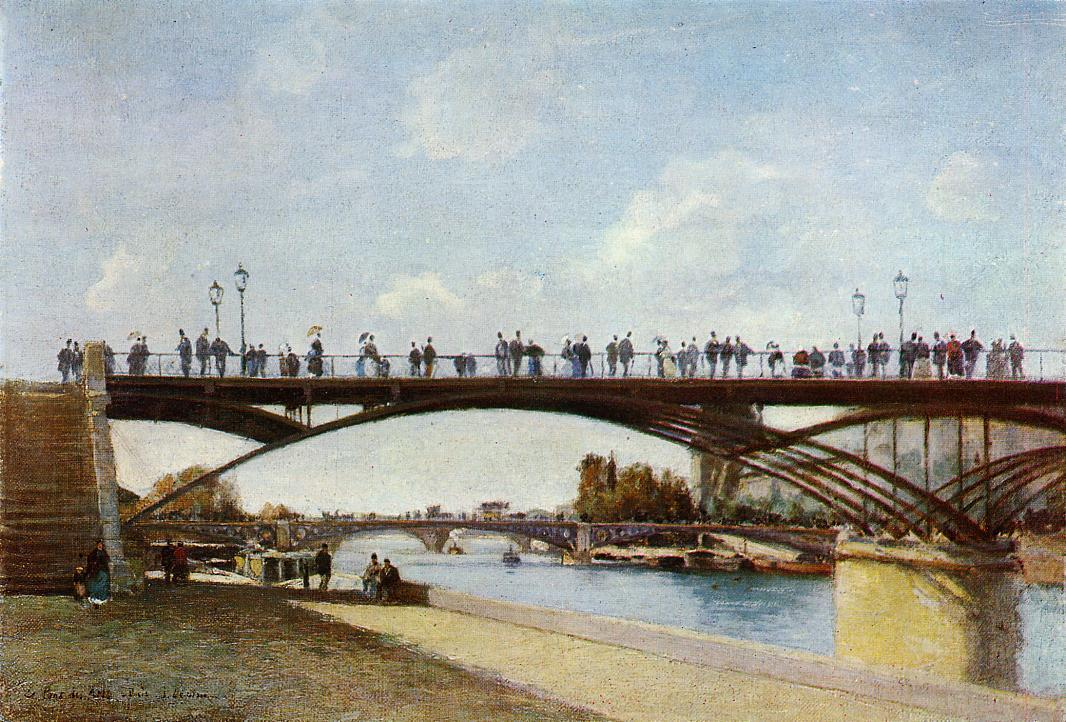
En 1875, pintado por Stanislas Lépine.

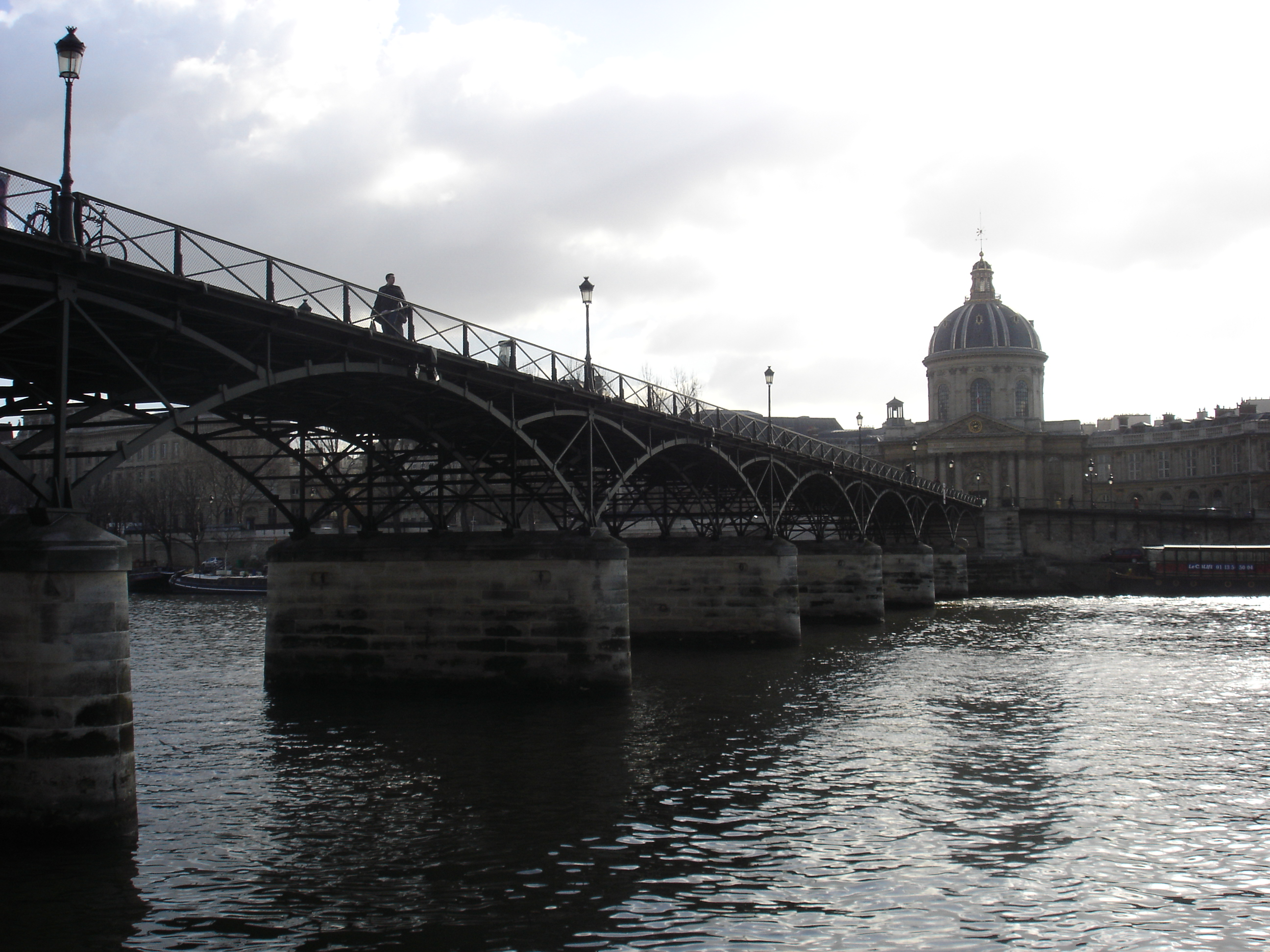
El Pont des Arts y el Instituto de Francia.

En 1852, tras la ampliación del Quai de Conti, los dos arcos de la margen izquierda se convirtieron en un solo arco. El puente estaba sujeto a un derecho de peaje. Así, en la novela La Rabouilleuse de Honoré de Balzac, Philippe Bridau «enceraba sus botas en el Puente Nuevo por los dos sous que habría dado pasando por el Pont des Arts para ir al Palais-Royal».
En 1902, el arquitecto Eugène Hénard propuso sustituirlo por un puente en X, es decir, dos puentes que se cruzarían en su centro en medio del Sena.
El 12 de abril de 1943, el cuerpo del general Henri Mordacq fue encontrado debajo del Pont des Arts. Al día siguiente, la radio alemana anunció su suicidio, información de la que se hicieron eco los periódicos. Sin embargo, tanto la autopsia como el informe policial fueron censurados.
En 1976, el inspector general de los puentes y caminos informó de la fragilidad de la obra, debida principalmente a los bombardeos de la Primera y la Segunda Guerra Mundial y a varias colisiones de barcos producidas en 1961 y 1970.
El puente fue cerrado a la circulación en 1977 y sesenta metros de él se derrumbaron en 1979 en un último choque con una barcaza. El puente fue desmontado en 1980; alrededor de la mitad del puente —cuatro arcos— se recuperó para la ciudad de Nogent-sur-Marne. Tras diez años de almacenamiento, la pasarela fue remontada a orillas del Sena y del Marne hasta colocarla cerca del puerto deportivo de esta localidad, donde todavía se encuentra en la actualidad. Su inauguración en 1992 fue presidida por Jacques Chirac.

### El puente de 1984
El puente actual fue reconstruido de manera idéntica entre 1981 y 1984 según el proyecto de Louis Arretche, que disminuyó el número de arcos (siete en lugar de ocho), lo que permitió su alineación con los del Puente Nuevo, mientras retomaba el aspecto del antiguo puente peatonal. El puente fue inaugurado por Jacques Chirac —entonces alcalde de París— el 27 de junio de 1984.
A finales de los años noventa, se elaboró el proyecto de construcción de una pasarela peatonal que cruzaba el río Kamo en Kioto, Japón, tomando como modelo el Pont des Arts; sin embargo, no se completó debido a la oposición de la población.

## Los candados de amor (2008-2015)

Candados en 2014.

El Pont des Arts con los nuevos paneles de vidrio, en abril de 2016.

A partir de 2008, proliferaron en las barandillas del Pont des Arts numerosos «candados de amor» colocados por las parejas. Esta costumbre consiste en cerrar un candado en las rejas de las barandas del puente, el cual tiene escrito los nombres de la pareja o algún otro mensaje. Posteriormente la llave del candado es arrojada al río Sena, simbolizando que el amor entre ambos será eterno. Esta práctica se extendió a continuación a la Pasarela Léopold Sédar Senghor, al Puente del Arzobispado y a la Pasarela Simone de Beauvoir.
Existen dos teorías acerca del origen de la costumbre: la primera sostiene que fue inspirada por el libro Tengo ganas de ti de Federico Moccia, donde los protagonistas hacen el gesto en el Ponte Milvio de Roma; la segunda señala que está inspirada en una tradición de China, que consiste en cerrar un candado en algún poste o valla de los montes Huang y arrojar posteriormente la llave.
Ante la polémica sobre la degradación del patrimonio generada por la presencia de esta gran cantidad de candados, y por su aspecto, juzgado como particularmente antiestético por algunos, el alcalde de París decidió acabar con ellos en septiembre de 2014. Así, las barandillas fueron retiradas definitivamente el 1 de junio de 2015 y fueron sustituidas primero por una exposición temporal de obras de arte urbano de Jace, eL Seed, Pantonio y Brusk, y posteriormente por paneles de vidrio a partir de otoño de 2015.

## El puente en el arte

### Literatura
En La Marche à l'Étoile, publicada en 1943, Vercors cuenta la vida de Thomas Muritz, un joven húngaro instruido en la cultura francesa, que atraviesa Europa hacia Francia, que es para él una tierra de justicia y de libertad. Más concretamente, el objetivo del héroe era visitar el famoso, al único Pont des Arts, maravilla parisina. Cuando llega ante el puente, tras un mes de periplo en un continente atormentado por la guerra, se emociona por estar en «este lugar del mundo donde se abrazan a la vez el Instituto, el Louvre, la Cité, y los muelles de los buquinistas, las Tullerías, el cerro latino hasta el Panteón y el Sena hasta la Concorde».
El día del aniversario del nacimiento de Vercors, el 26 de febrero de 2002, se colocó una placa conmemorativa en este puente, lugar que simboliza la influencia cultural de Francia en el mundo. En este puente, Vercors también se encontró con Jacques Lecompte-Boinet, líder del movimiento Ceux de la Résistance, para darle copias de las Éditions de Minuit (cuya primera obra publicada fue Le Silence de la mer) destinadas al general de Gaulle.
También, el Pont des Arts es el lugar del no-encuentro entre los personajes de la Maga y Horacio Oliveira, en el capítulo uno de la trascendental novela Rayuela del escritor argentino Julio Cortázar.
Es precisamente en este puente donde comienza la historia que esta contando Jean Baptiste Clemence en la obra "La Caída", de Albert Camus.

### Pintura

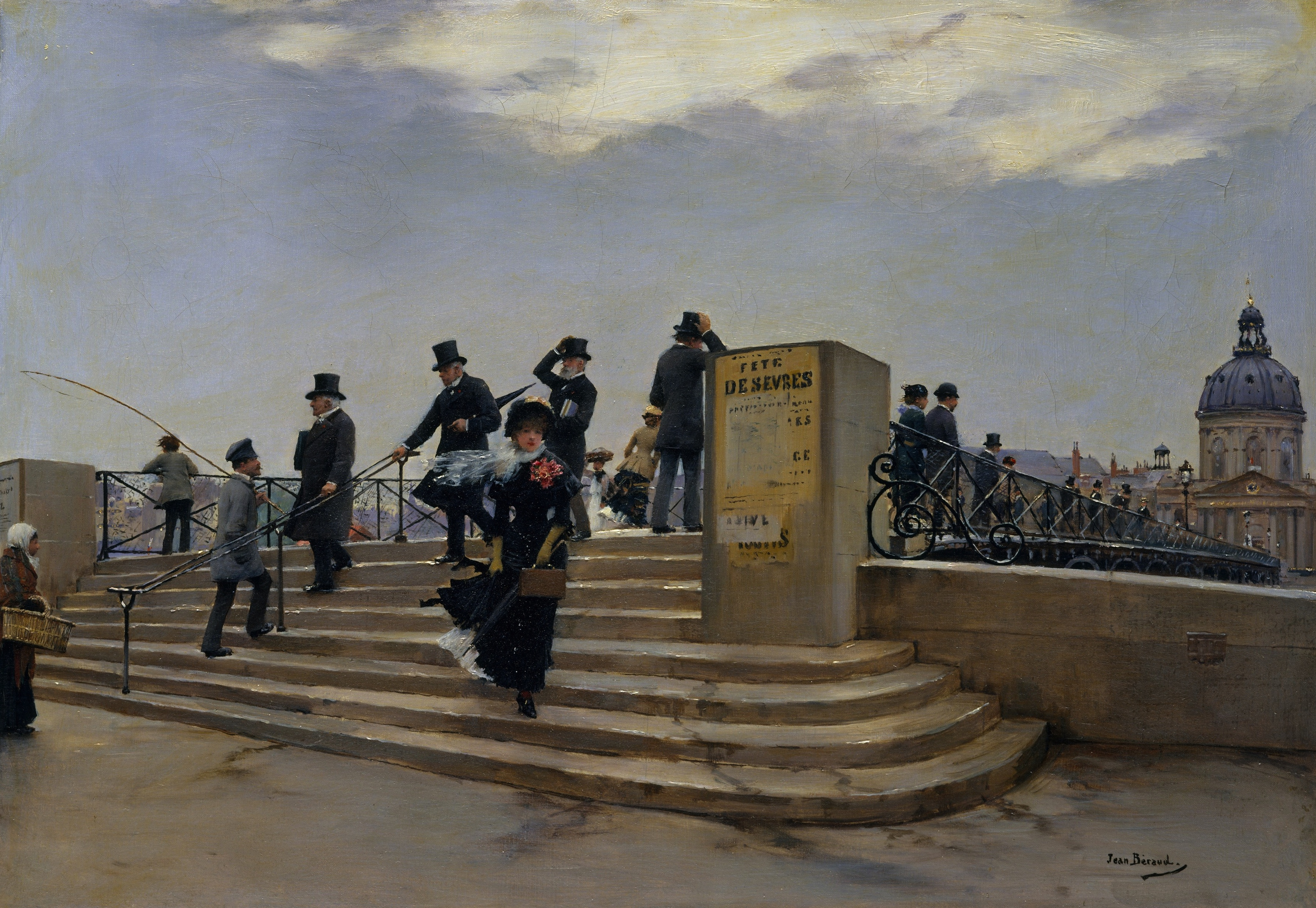
Jean Béraud, Un jour de vent sur le pont des Arts (ca. 1880-1881), Museo Metropolitano de Arte (Nueva York).

- Jean Béraud, Un jour de vent sur le pont des Arts (ca. 1880-1881), Museo Metropolitano de Arte (Nueva York).
- Ferdinand Desnos, La Cène sur la Seine, Museo Nacional de Arte Moderno (París).
- Albert Lebourg, Le Pont des Arts et l'Institut de France: effet de soleil au matin (ca. 1900), óleo sobre lienzo, Instituto de Francia (París).
- Stanislas Lépine, Le Pont des Arts (ca. 1878-1883), óleo sobre lienzo, Fundación Bemberg (Toulouse).
- Paul Signac, Le Pont des Arts (1928), óleo sobre lienzo, Museo Carnavalet (París).
- Auguste Renoir, Le Pont des Arts (1867), óleo sobre lienzo, The Norton Simon Foundation (Los Ángeles).
- Camille Pissarro, La Seine et le Louvre (1903), óleo sobre lienzo, Museo de Orsay (París).

### Cine, televisión y ballet
- 1932: En Boudu salvado de las aguas aparece en escena Michel Simon intentando suicidarse saltando desde el Pont des Arts.
- 1961: París nos pertenece.
- 1968: la escena inicial de Las ciervas de Claude Chabrol (el encuentro entre Frédérique y Why) se desarrolla en el Pont des Arts.
- 2001: Amélie de Jean-Pierre Jeunet contiene una escena que se desarrolla en el «puente de los amantes», el Pont des Arts.
- 2002: Al final de la película The Bourne Identity aparece Matt Damon en el Pont des Arts.
- 2004: Le Pont des Arts relata una historia de amor imposible entre dos jóvenes que nunca se encuentran; la acción se desarrolla en París entre 1979 y 1980, es decir, en el momento del derrumbe del puente.
- 2004: «Una chica americana en París, segunda parte», el último episodio de la serie Sex and the City, contiene una escena nocturna en el Pont des Arts.[13]
- 2006: The Devil Wears Prada durante la semana de la moda.[14]
- 2007: en la publicidad para la televisión del perfume Trésor de Lancôme, realizada por Peter Lindbergh, aparece Kate Winslet en el Pont des Arts.[15]
- 2010: varios episodios de la serie de televisión Gossip Girl (cuarta temporada) fueron grabados en el puente.[16]
- 2010: el largometraje Joue contre joue del director Cyrille Benvenuto fue grabado fundamentalmente en el Pont des Arts.[17]
- 2010: una escena de unos minutos del largometraje LOL USA del director Lisa Azuelos, con Miley Cyrus, fue grabada en el Pont des Arts.[18]
- 2010: una escena de From Paris with Love fue grabada en el Pont des Arts.
- 2013: la última escena de la película Now You See Me reunió a Mélanie Laurent y Mark Ruffalo en el Pont des Arts.[19]
- 2015: en una escena de la película Toute première fois, los dos principales protagonistas atraviesan en coche el Pont des Arts.
- 2015: la primera y la última escena del ballet Interlude del compositor Jean-Paul Penin, con libreto del novelista Françoise Kerymer, sucede en el Pont des Arts.

### Cita

Vista panorámica desde la pasarela.

Estoy en el Pont des Arts de París. A un lado del Sena se ve la fachada armoniosa y sobria del Instituto, construido hacia 1670 para ser un colegio. A la otra orilla, el Louvre, construido desde la Edad Media hasta el siglo xix: una obra cumbre de la arquitectura clásica, espléndida y equilibrada. Río arriba se ve la cima de Notre-Dame, que quizá no sea la catedral más atractiva, pero seguramente sí la fachada más rigurosamente intelectual de todo el arte gótico. Las casas que bordean las orillas del río muestran también el estilo racional y humano de la que debía haber sido la arquitectura de las ciudades. Frente a estas casas, bajo los árboles, se encuentran las cajas de los buquinistas, donde generaciones de aficionados han dado rienda suelta a este pasatiempo del hombre cultivado: coleccionar libros. Desde hace ciento cincuenta años, los alumnos de bellas artes pasan por este puente para ir a estudiar las obras maestras del Louvre; de vuelta a sus talleres, discuten y sueñan con hacer algo que sea digno de la gran tradición. Y en este puente, desde Henry James, se han detenido una gran cantidad de peregrinos venidos de América para respirar el aroma de una cultura de raíces lejanas, conscientes de encontrarse en el centro mismo de la civilización.
Kenneth Clark, Civilisation, 1969.

### Canciones
- Serge Gainsbourg y Philippe Clay en la canción L'Assassinat de Franz Lehar de 1962.
- Georges Brassens en la canción Le Vent (del álbum Le Vent de 1954) hace alusión al viento que sopla en el puente.
- René Aubry en la canción Le Vent (del álbum Plaisir d'amour de 1998).
- Alain Souchon en la canción Rive gauche (del álbum Au ras des pâquerettes de 1999).
- St Germain en la canción Pont des Arts (del álbum Tourist de 2001).
- Vanessa Paradis y -M- en la canción La Seine (banda sonora original de la película Un monstruo en París de 2011).
- Julien Clerc en la canción Bibliothèque Mazarine (del álbum Quand je joue de 1980).
- Damien Saez en la canción Les Magnifiques, del triple álbum Messina de 2012.
- Eric Amado en la canción Le Pont des Arts (J. Lambertie/P. Arvay) de 1951.
- Michèle Arnaud en la Chanson du Pont des Arts (Le Pont des arts) (J. Lambertie/P. Arvay) de 1958.